# Via Cassia

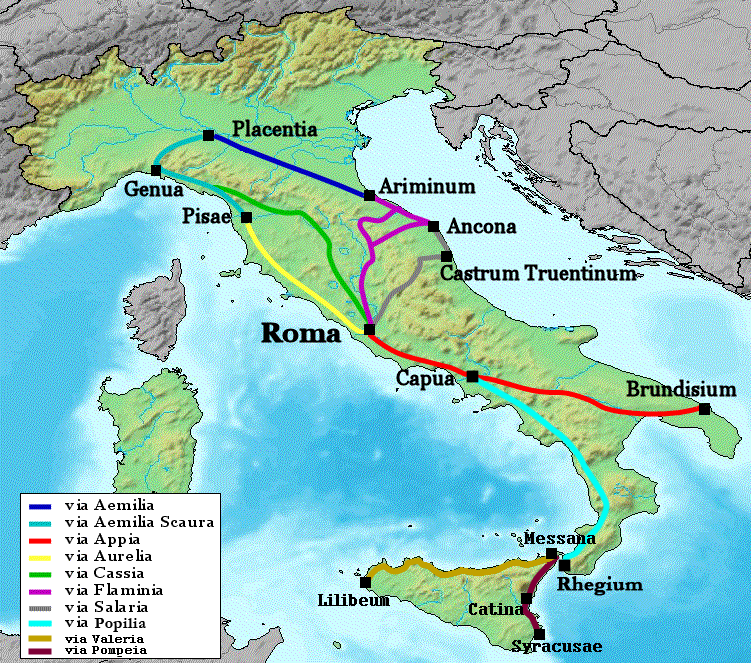
De via Cassia (lichtgroen van Rome naar Genua)

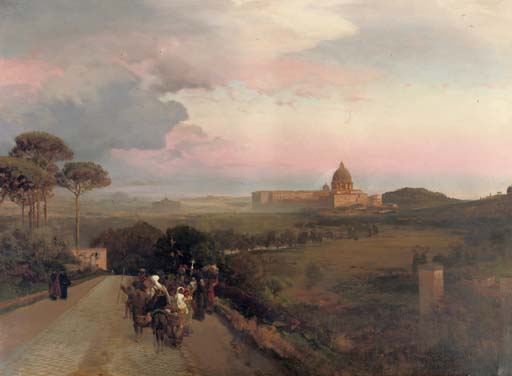
Pelgrims op de Via Cassia bij Rome, door Oswald Achenbach

De via Cassia was een belangrijke Romeinse weg die Rome via Siena verbond met Florentia (Florence). Vandaar liep de weg door naar Lucca , waar ze aansloot op de via Aurelia. Mogelijk is ze genoemd naar de tirannendoder Gaius Cassius Longinus, of naar een iets latere republikeinse consul die eveneens Cassius Longinus heette. 
Na de Romeinse tijd bleef de Via Cassia een belangrijke straatweg. Door de voor de tijd grote breedte, tot 3 meter, konden grote hoeveelheden soldaten er snel vooruitkomen. De tegenwoordige autosnelweg Strada Statale 2 Via Cassia, genoemd naar deze oeroude weg, loopt wel in dezelfde streek maar voor het grootste deel over een ander traject. 